# 中板橋
中板橋（なかいたばし）は、東京都板橋区の町名。丁目の設定がない単独町名である。全域で住居表示が実施されている。

## 地理
板橋区の南東部に位置する。北端で石神井川に接する。北で石神井川を隔てて双葉町、東で栄町、南で仲町、南西で弥生町、北西で石神井川を隔てて常盤台、西で石神井川を隔てて南常盤台と隣接する。南辺を東武東上線が通じている。主に商業地域で、中板橋駅周辺部を中心に商店街を形成しているが、近年はマンションの建設も進められている。

### 地形
- 武蔵野台地成増台の高台に属する。石神井川北側の双葉町は川に向かって緩い下り勾配をなしているのに対して、南側の中板橋はほぼ平坦である。

### 河川
- 石神井川：町域北辺を東流する。石神井川桜並木で知られる。

### 地価
住宅地の地価は、2025年（令和7年）1月1日の公示地価によれば、中板橋10-11の地点で62万9000円/m2となっている。

## 歴史
廃藩置県実施前は武蔵国豊島郡下板橋宿および上板橋村。

### 沿革
- 1871年（明治4年）：浦和県（現埼玉県）から東京府に編入。大区小区制実施。
- 1878年（明治11年）：郡区町村編制法により北豊島郡が設置され、東京府北豊島郡下板橋宿および上板橋村となる。
- 1889年（明治22年）4月1日：市制町村制施行により、東京府北豊島郡板橋町大字下板橋となる。
- 1914年（大正3年）：東上鉄道開通。当地に駅は設置されなかった。
- 1926年（大正15年）：東武鉄道が東武東上線に中板橋仮停留所を設置、夏期のみ営業を行う。翌年以降も板橋遊泉園入場客の便宜を図るため、1932年まで毎年夏期に仮停留所が開設される。
- 1927年（昭和2年）：板橋遊泉園が開設される。
- 1932年（昭和7年）10月1日：東京府内市郡併合による板橋区発足に伴い、東京府東京市板橋区（旧）板橋町九丁目および（旧）上板橋町一丁目となる。（1943年8月1日　東京都制施行）
- 1933年（昭和8年）7月12日：東武東上線中板橋仮停留所が停車場に昇格、中板橋駅として開業。
- 1937年（昭和12年）ごろ：板橋遊泉園が閉鎖される。
- 1945年（昭和20年）：よしや食料品店創業。
- 1957年（昭和32年）5月1日：地番整理により、（旧）板橋町九丁目の一部地域と（旧）上板橋町一丁目の一部地域が中板橋に再編される。

### 地名の由来
東武鉄道が駅（当初は仮停留所）を開設する際、上板橋宿と下板橋宿の中間にあるため「中板橋」と命名したことに由来する。中板橋という名の宿場・町村は歴史上存在していない。

## 世帯数と人口
2025年（令和7年）3月1日現在（板橋区発表）の世帯数と人口は以下の通りである。
- 世帯数 : 2,724世帯
- 人口 : 4,154人

### 人口の変遷
国勢調査による人口の推移。
| 年                 | 人口  |
| ------------------ | ----- |
| 1995年（平成7年）  | 3,797 |
| 2000年（平成12年） | 3,736 |
| 2005年（平成17年） | 3,670 |
| 2010年（平成22年） | 3,618 |
| 2015年（平成27年） | 3,886 |
| 2020年（令和2年）  | 4,124 |

### 世帯数の変遷
国勢調査による世帯数の推移。
| 年                 | 世帯数 |
| ------------------ | ------ |
| 1995年（平成7年）  | 1,870  |
| 2000年（平成12年） | 1,990  |
| 2005年（平成17年） | 2,045  |
| 2010年（平成22年） | 2,204  |
| 2015年（平成27年） | 2,333  |
| 2020年（令和2年）  | 2,512  |

## 学区
区立小・中学校に通う場合、学区は以下の通りとなる（2021年8月時点）。
| 番地             | 小学校               | 中学校                   |
| ---------------- | -------------------- | ------------------------ |
| 1～23番 25～27番 | 板橋区立中根橋小学校 | 板橋区立板橋第三中学校   |
| 24番 28～31番    | 板橋区立中根橋小学校 | 板橋区立上板橋第一中学校 |

## 事業所
2021年（令和3年）現在の経済センサス調査による事業所数と従業員数は以下の通りである。
- 事業所数 : 262事業所
- 従業員数 : 1,534人

### 事業者数の変遷
経済センサスによる事業所数の推移。
| 年                 | 事業者数 |
| ------------------ | -------- |
| 2016年（平成28年） | 276      |
| 2021年（令和3年）  | 262      |

### 従業員数の変遷
経済センサスによる従業員数の推移。
| 年                 | 従業員数 |
| ------------------ | -------- |
| 2016年（平成28年） | 1,450    |
| 2021年（令和3年）  | 1,534    |

## 交通

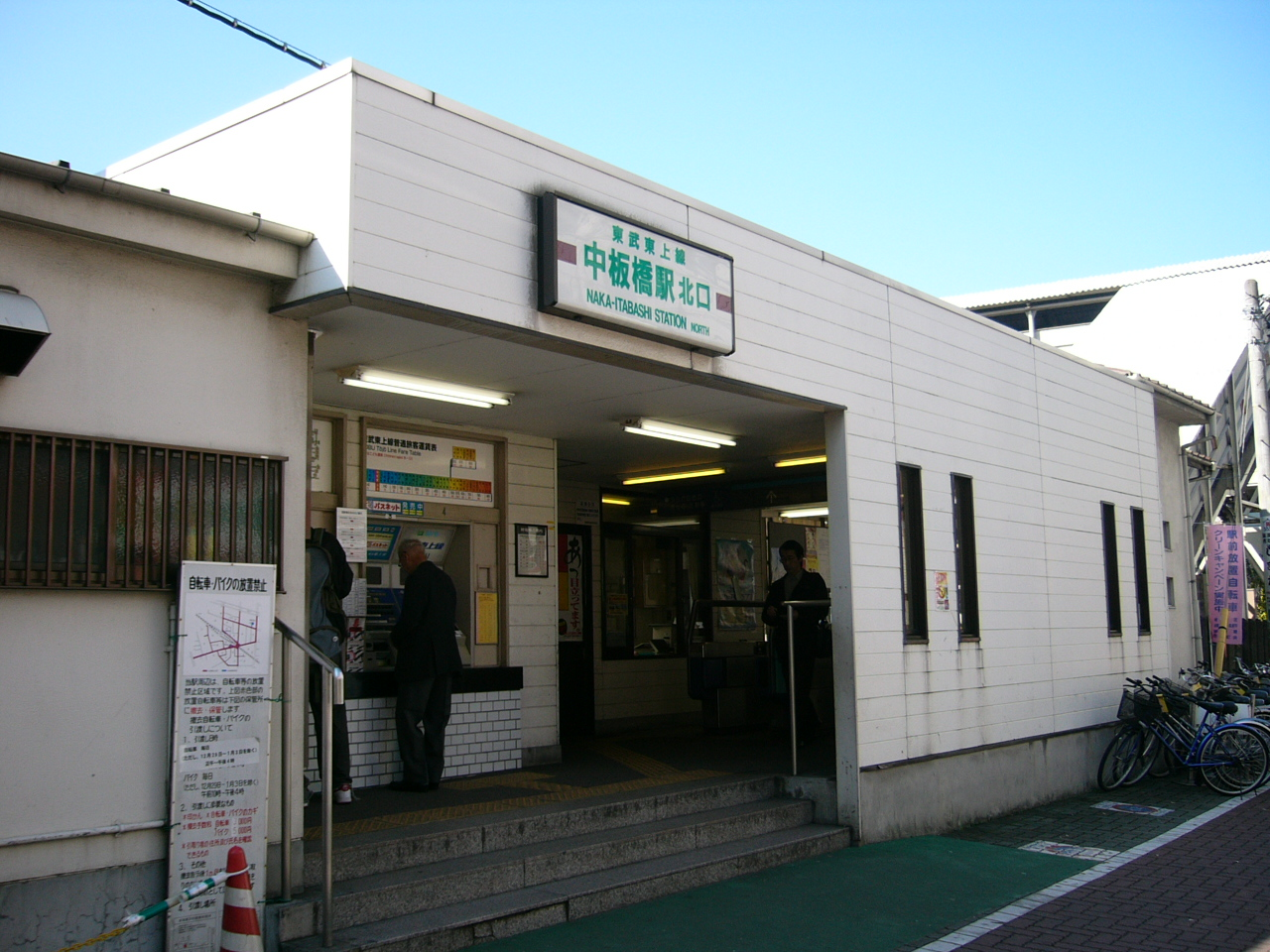
中板橋駅北口。

### 鉄道
- 東武鉄道
  - 東武東上線：中板橋駅　各駅停車のみ。大部分の列車が当駅で優等列車通過待ち合わせを行う。
    - 上り：池袋方面
    - 下り：成増・川越市・寄居方面
- ホームの大部分と跨線橋部分が町域内に設置されているが、駅舎は南口・北口とも弥生町である。

### バス
- 当町域には路線バス系統および停留所は存在しない。「中板橋駅入口」停留所（双葉町・富士見町の環七通りに設置。国際興業バス・関東バス赤31系統、都営バス王78系統）から当町域までは、石神井川を渡り、徒歩5～15分程度かかる。また、国際興業バス赤51系統では、仲町停留所において東武東上線中板橋駅乗り換えと案内されている。

### 道路
- 中板橋駅前通り

## 施設
- 中板橋児童館
- 中板橋郵便局
- 中板橋イプセンスタジオ
- よしや本店

### 過去に存在した施設
- 板橋遊泉園：現在の中板橋30～31番地付近に開設されていた、石神井川の水を引き込んだ25m×50mプール施設。1932年（昭和7年）開園、1937年ごろ閉鎖。

## その他

### 日本郵便
- 郵便番号 : 173-0016[3]（集配局 : 板橋郵便局[17]）。